# Martin Schlegel
Pour les articles homonymes, voir Schlegel.
 (mars 2025).
Si vous disposez d'ouvrages ou d'articles de référence ou si vous connaissez des sites web de qualité traitant du thème abordé ici, merci de compléter l'article en donnant les références utiles à sa vérifiabilité et en les liant à la section « Notes et références ».
En pratique : Quelles sources sont attendues ? Comment ajouter mes sources ?
 (mars 2025).
La mise en forme du texte ne suit pas les recommandations de Wikipédia : il faut le « wikifier ».
Les points d'amélioration suivants sont les cas les plus fréquents. Le détail des points à revoir est peut-être précisé sur la page de discussion.
- Les titres sont pré-formatés par le logiciel. Ils ne sont ni en capitales, ni en gras.
- Le texte ne doit pas être écrit en capitales (les noms de famille non plus), ni en gras, ni en italique, ni en « petit »…
- Le gras n'est utilisé que pour surligner le titre de l'article dans l'introduction, une seule fois.
- L'italique est rarement utilisé : mots en langue étrangère, titres d'œuvres, noms de bateaux, etc.
- Les citations ne sont pas en italique mais en corps de texte normal. Elles sont entourées par des guillemets français : « et ».
- Les listes à puces sont à éviter, des paragraphes rédigés étant largement préférés. Les tableaux sont à réserver à la présentation de données structurées (résultats, etc.).
- Les appels de note de bas de page (petits chiffres en exposant, introduits par l'outil «  Source ») sont à placer entre la fin de phrase et le point final[comme ça].
- Les liens internes (vers d'autres articles de Wikipédia) sont à choisir avec parcimonie. Créez des liens vers des articles approfondissant le sujet. Les termes génériques sans rapport avec le sujet sont à éviter, ainsi que les répétitions de liens vers un même terme.
- Les liens externes sont à placer uniquement dans une section « Liens externes », à la fin de l'article. Ces liens sont à choisir avec parcimonie suivant les règles définies. Si un lien sert de source à l'article, son insertion dans le texte est à faire par les notes de bas de page.
- La présentation des références doit suivre les conventions bibliographiques. Il est recommandé d'utiliser les modèles {{Ouvrage}}, {{Chapitre}}, {{Article}}, {{Lien web}} et/ou {{Bibliographie}}. Le mode d'édition visuel peut mettre en forme automatiquement les références.
- Insérer une infobox (cadre d'informations à droite) n'est pas obligatoire pour parachever la mise en page.

Pour une aide détaillée, merci de consulter Aide:Wikification.
Si vous pensez que ces points ont été résolus, vous pouvez retirer ce bandeau et améliorer la mise en forme d'un autre article.
Martin Schlegel, né le 20 août 1976, est un économiste suisse et président de la direction générale de la Banque nationale suisse.

## Biographie

### Origines et famille
Martin Schlegel naît le 20 août 1976. Il est originaire de Kloten et de Zurich.
Il est marié avec Nicole Brändle, directrice de la Société suisse des hôteliers (de) jusqu'en juin 2025, et père de trois enfants. Il vit à Zurich.

### Formation et parcours professionnel
Martin Schlegel étudie l'économie à l'Université de Zurich et y obtient une maîtrise universitaire en 2003. Il obtient plus tard un doctorat en économie de l'Université de Bâle, en 2009.
Il fait toute sa carrière au sein de la Banque nationale suisse (BNS), qu'il rejoint d'abord comme stagiaire en 2003. Il travaille au sein de l'unité de recherche de la BNS puis occupe des postes au sein des Unités d'analyse des marchés financiers et du Marché monétaire de la BNS. Il est nommé responsable du négoce des devises en 2009. Depuis 2010, il est professeur adjoint à l'Université de Bâle. En 2015 et 2016, il a également travaillé comme expert pour le Fonds monétaire international.
Sur proposition du Conseil de banque de la BNS, Martin Schlegel est nommé membre suppléant de la direction générale de la BNS par le Conseil fédéral suisse en juin 2018. En mai 2022, le Conseil fédéral le nomme au poste de vice-président de la direction générale de la Banque nationale suisse. Il est ex officio chef du département II du BNS.
Après l'annonce de la démission de Thomas Jordan en mars 2024, Martin Schlegel était considéré comme le favori pour son poste de président de la BNS. Il prend ses fonctions le 1er octobre 2024.